# Roberto Paribeni
Roberto Paribeni (geboren am 19. Mai 1876 in Rom; gestorben am 13. Juli 1956 ebenda) war ein italienischer Klassischer Archäologe.

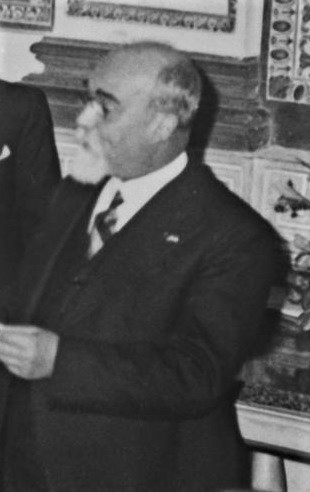
Roberto Paribeni

## Leben
Roberto Paribeni, Sohn von Aurelio Paribeni und Francesca Cicconetti, studierte nach dem Besuch des Istituto Massimiliano Massimo, einer jesuitischen Schuleinrichtung in Rom, an der Universität La Sapienza bei dem Archäologen Emanuel Loewy und dem Althistoriker Karl Julius Beloch, bei dem er 1898 mit der Laurea in Alter Geschichte abschloss. Unter der Leitung von Federico Halbherr nahm er 1901 an den Ausgrabungen der italienischen Mission auf Kreta teil. Im Jahr 1902 wurde er von Ettore Pais als Vizeinspektor am Museo Nazionale di Napoli angestellt, hielt es dort aber nur kurze Zeit aus und folgte im Februar 1903 der Einladung Luigi Pigorinis und Halbherrs nach Kreta. In dem Zusammenhang wechselte er an die Musei Preistorico Etnografico e Kircheriano in Rom, das heutige Museo Nazionale Preistorico Etnografico „Luigi Pigorini“, dem er bis 1907 als Inspektor angehörte. Während dieser Zeit nahm er 1905 an einer archäologischen Mission in Ägypten und 1906 an der Ausgrabung von Adulis in der italienischen Kolonie Eritrea teil.
Ab 1908 arbeitete Paribeni am Museo Nazionale Romano, das er von 1909 bis 1928 als Direktor leitete. Neben räumlichen Erweiterungen und einem deutlichen Ausbau des Sammlungsbestandes widmete er sich in dieser Rolle dem Ausstellungskonzept und der Systematisierung der Sammlungen antiker und neuzeitlicher Objekte. Zu diesen Aufgaben trat 1919 die Soprintendenz über die Ausgrabungen und Museen in den Provinzen Rom und Aquila, ab 1922 zusätzlich über die Ausgrabungen in Ostia Antica. Während dieser Zeit ruhten seine Interessen für den östlichen Mittelmeerraum nicht, zumal er – ein glühender Nationalist – wissenschaftliche Forschung in diesem Bereich als Mittel zur Absicherung politischer und wirtschaftlicher Ansprüche Italiens sah. So verfasste er für Halbherr 1913 Berichte an das Ministerium für auswärtige Angelegenheiten über die Möglichkeiten archäologischer Forschungen in Anatolien, die detaillierte Informationen zu den wirtschaftlichen Potentialen der Region enthielten. Nach Ende des Ersten Weltkriegs, den er von 1917 bis 1918 im Rang eines Leutnants in Palästina verbrachte, verwaltete er von 1919 bis 1943 mehr oder minder regelmäßig die für die Vorhaben der italienischen archäologischen Missionen vorgesehenen Mittel und erweiterte die zuvor vornehmlich auf Kreta, Ägypten und Anatolien gerichteten Forschungsvorhaben auch auf den Dodekanes und Tripolitanien, auf Malta und Albanien.
Im Jahr 1928 erreichte Paribeni, ein überzeugter Anhänger des italienischen Faschismus, den Höhepunkt seiner Karriere als Generaldirektor für Altertümer und schöne Künste beim Ministero dell’Educazione Nazionale, das von Benito Mussolini als Ersatz für das Ministero della Pubblica Istruzione (Kultusministerium) neu eingerichtet worden war. Während der fünf Jahre seiner Amtsführung nahm er die Bestandsaufnahme des nationalen Kulturguts auf, sicherte dem Staat exponierte Kunstwerke wie die Tempesta von Giorgione und brachte die dritte Serie des Bollettino d’Arte auf den Weg. Wegen seiner Abneigung gegenüber der zeitgenössischen faschistischen Kunst wurde Paribeni 1935 an das Istituto Storico Italiano versetzt – für Paribeni, der seit 1923 Mitglied der Accademia Nazionale dei Lincei, seit 1929 Mitglied der von Mussolini geschaffenen Reale Accademia d’Italia und seit 1930 Direktor der archäologischen Sektion der Enciclopedia Italiana war, eine ungeheuerliche Herabwürdigung seiner Person und seiner Leistungen.
Paribeni entschied sich nun für eine universitäre Laufbahn und folgte 1934 dem Ruf auf den Lehrstuhl für Archäologie und Alte Geschichte an die Università Cattolica del Sacro Cuore in Mailand. Im selben Jahr übernahm er zudem die Direktion des Istituto nazionale di archeologia e storia dell’arte, die er bis 1944 hielt. Die Preußische Akademie der Wissenschaften wählte ihn 1939 zum korrespondierenden Mitglied. Nach dem Waffenstillstand von Cassibile galt seine Treue der Repubblica Sociale Italiana.
Mit dem Ende des Faschismus wurde Paribeni als Mitglied der Faschistischen Partei aller Ämter und Titel enthoben, 1946 seine Mitgliedschaft in der Accademia Nazionale dei Lincei aufgehoben. Die Universität Mailand erreichte 1946 seine Wiedereinstellung und Paribeni lehrte dort bis zu seiner Pensionierung 1951. Auch behielt er den Vorsitz der ersten Sektion des Consiglio superiore di Antichità e Belle Arti.
Roberto Paribeni heiratete 1910 Francesca Cicconetti und hatte mit ihr die beiden Söhne Enrico (1911–1993), selbst ein bedeutender Archäologe, und Marcello.

## Schriften (Auswahl)
Umfassendes Verzeichnis der Schriften Roberto Paribenis: Enrico Paribeni, Gianfilippo Carettoni In: Giovanni Battista Pighi (Hrsg.): Studi in onore di Aristide Calderini e Roberto Paribeni. Band 1. Ceschina, Mailand 1956, S. LXVII–LXXXV.
- L’Italia e il Mediterraneo orientale. L’Italiana, Rom 1916.
- Guerra e politica nel paese di Gesù. Avsonia, Rom 1919.
- Saggio di bibliografia anatolica. Officine grafiche Ferrari, Venedig 1921.
- Malta. Danesi, Rome 1925.
- Optimus Princeps. Zwei Bände. Principato, Messina 1926–27.
- Il ritratto nell’arte antica. Treves, Mailand 1934.
- L’Italia imperiale da Ottaviano a Teodosio. Mondadori, Mailand 1939.
- Imperia. Paideia, Arona 1949.
- Istituto di studi romani: Storia di Roma:
  - Le origini, il periodo regio, la repubblica, sino alla conquista del primato in Italia (= Storia di Roma. Band 1). Cappelli, Bologna 1954.
  - L'età di Cesare e di Augusto (= Storia di Roma. Band 5). Cappelli, Bologna 1950.
  - Da Diocleziano alla caduta dell'Impero d'Occidente (= Storia di Roma. Band 8). Cappelli, Bologna 1941